# Fédération guinéenne de football
Pour les articles homonymes, voir FGF.
La Fédération guinéenne de football (FGF)  ou Feguifoot est une association regroupant les clubs de football de Guinée et organisant les compétitions nationales et les matchs internationaux de la sélection de Guinée.
La fédération nationale de Guinée est fondée en 1960. Elle est affiliée à la FIFA depuis 1962 et est membre de la CAF depuis 1961.

## Équipes Guinéens nationales
| Équipe de Guinée de football                     | Équipe de Guinée de football                     |
| ------------------------------------------------ | ------------------------------------------------ |
|                                                  |                                                  |
| Autres équipes de Guinée masculine               |                                                  |
| Équipe de Guinée de football A'                  | Équipe de Guinée olympique de football           |
|                                                  |                                                  |
| Équipe de Guinée de football des moins de 20 ans | Équipe de Guinée de football des moins de 17 ans |
|                                                  |                                                  |
| Autres équipes de Guinée féminine                |                                                  |
| Équipe de Guinée féminine                        |                                                  |

## Palmarès international des clubs guinéen
| Club           | Ligue des champions          | Coupe des vainqueurs de coupe | Coupe de la CAF | Supercoupe | Coupe de la confédération | Coupe de l'UFOA |
| -------------- | ---------------------------- | ----------------------------- | --------------- | ---------- | ------------------------- | --------------- |
| ASFAG          | -                            | -                             | -               | -          | -                         | Vainqueur 1988  |
| AS Kaloum Star | -                            | -                             | Finaliste 1995  | -          | -                         | Finaliste 1977  |
|                |                              |                               |                 |            |                           |                 |
| Hafia FC       | Vainqueur (3) 1972,1975,1977 | -                             | -               | -          | -                         | Finaliste 1992  |
| Horoya AC      | -                            | Vainqueur 1978                | -               | -          | -                         | Vainqueur 2009  |

## Ballons d'or d'Afrique
Chérif Souleymane est le seul joueurs guinéen avoir gagné le Ballon d'or africain en 1972.

## Présidents
| N° | Titulaires               | Débuts | Fin   |
| -- | ------------------------ | ------ | ----- |
| 01 | Aboubacar Bruno Bangoura | 2008   | 2011  |
| 02 | Salifou Camara Super V   | 2011,  | 2016  |
| 03 | Mamadou Antonio Souaré   | 2017   | 2021  |
| 04 | Aboubacar Sampil         | 2024   | 2025, |

## Sponsors
- Groupe Guicopres
- Orange